# 안북도호부
안북도호부(安北都護府)는 당나라 때의 몽골고원과 바이칼호 일대의 거주하던 투르크계 유목민 돌궐을 다스리기 위한 당 6 도호부 중 하나다.

## 연혁
647년(당 태종 정관 21년), 당나라가 설연타를 정복하자, 철륵제부족이 당에 귀순했다. 당나라는 각 부족의 땅에 6개 도독부, 7개 주를 두었고, 그 추장을 도독, 혹은 자사로 임명했다. 그리고 울독군산(鬱督軍山)에 연연도호부(燕然都護府)를 두어 이 13개 주부를 총괄하게 했다. 
663년(당 고종 용삭 3년) 2월, 철륵에서 회흘을 다스리게 됨에 따라 한해도호부(翰海都護府)로 개명되었다. 669년(당 고종 총장 2년) 8월 한해도호부가 안북도호부(安北大都護府)로 개명되었다. 그리고 후돌궐의 성장으로 인해 상기한 13개주부가 고비사막이남으로 옮겨짐에 따라 치소를 감주 동북쪽 1,018리에 있는 수나라의 옛 대동성진(大同城鎮)으로 옮겨졌다. 
685년(당 예종 수공 원년) 대동성진이 설치되었고, 치소가 책단현(刪丹縣) 서남쪽 99리 서안성(西安城)으로 옮겼다. 708년(당 중종 경룡 2년) 치소가 서수강성으로 옮겨졌다. 개원 2년(714년). 도호부의 치소를 울독군산에서 수항성(受降城)으로 옮겼다. 개원 10년(722년). 부의 치소를 풍주와 승주의 경계인 중수강성으로 옮겨졌다. 개원 12년(724년). 부의 치소가 천덕군(天德軍)으로 옮겨졌다. 천보 원년 4재(745년) 10월. 안북도호부에 음산현(陰山縣)을 두었다.

## 호구와 인구
- 2,006호가 있었고 7,498인의 인구를 가졌다.

## 영현(領縣)
- 음산현(陰山縣)…천보 원년 설치.
- 통제현(通濟縣)

## 토산물
- 야생 말의 사타구니 가죽.

## 역대 안북도호
- 이소립(李素立)
- 강간(姜簡)
- 임수상(任雅相)
- 유심례(劉审禮)
- 이단(李旦)
- 왕준(王晙)
- 장지운(張知運)
- 이사진(李嗣眞)
- 복고회은(仆固怀恩)←돌궐족 출신이다.
- 곽자의(郭子儀)

## 부속 관할

### 도독부(都督府)
(O, 漢) 표시는 각부가 다스리던 유목민족의 이름이다.
- 한해부(瀚海府)（회흘, 回紇）
- 금미부(金微府)（복골, 僕骨）
- 연연부(燕然府)（다람갈, 多濫葛）
- 노산부(盧山府)（사결, 思結）
- 귀림부(龜林府)（동라, 同羅）
- 신려부(新黎府)（발실밀, 拔悉密）
- 유릉부(幽陵府)（발야고, 拔野古）
- 견곤부(堅昆府)（힐알사, 黠戛斯）

### 주(州)
- 고란주(皋蘭州)（혼, 渾）
- 고궐주(高闕州)（곡설, 斛薛）
- 계록주(鷄鹿州)（해결, 奚結）
- 계전주(鷄田州)（아질, 阿跌）
- 유계주(榆溪州)（글별, 契苾）
- 대림주(蹛林州)（사결별부, 思結別部）
- 전안주(窴顏州)（백습, 白霫）
- 선악주(仙萼州)
- 계락주(稽落州)（아질, 阿跌）
- 준계주(浚稽州)（설연타, 薛延陀）
- 거연주(居延州)
- 혼하주(渾河州)（갈라록, 葛邏祿）
- 촉룡주(燭龍州)（구라발, 俱羅勃）
- 여오주(余吾州)（골리한, 骨利幹）
- 현궐주(玄闕州)（골리한, 骨利幹）

## 같이 보기
- 안동도호부
- 안서도호부
- 안남도호부
- 북정도호부
- 선우도호부

1. ↑  《구당서》 38권 지 제18 지리지 1 관내도 안북대도호부
2. ↑  《구당서》 199권 下 열전 제 149 下 북적열전 철륵
3. ↑  《원화군현도지》 4권 관내도 4 풍주 천덕군